# بخش هفدر
بخش هفدر، یکی از بخش‌های شهرستان سرخه در استان سمنان ایران است. مرکز این بخش، روستای مؤمن‌آباد است.

## تقسیمات کشوری
- بخش هفدر
  - دهستان مؤمن‌آباد
  - دهستان هفدر

## جمعیت
بر پایه سرشماری عمومی نفوس و مسکن در سال ۱۳۹۵، جمعیت بخش هفدر برابر با ۳٬۴۵۸ نفر بوده است.